# Sanna Irshad Mattoo
Sanna Irshad Mattoo (urdu: ثنا ارشاد متو, nacida en 1993) es una fotoperiodista india afincada en Srinagar (Jammu y Cachemira). Ganadora del Premio Pulitzer 2022 de Fotografía de Reportaje.

## Vida profesional
Sanna Irshad Mattoo nació en el distrito de Srinagar, en el antiguo estado indio de Jammu y Cachemira, en el seno de una familia musulmana cachemira. Estudió Periodismo en la Universidad Central de Cachemira. En 2021, se convirtió en becaria de Fotografía y Justicia Social de la Fundación Magnum. Trabaja para Reuters.
En 2022, Mattoo ganó el Premio Pulitzer de Fotografía de Reportaje. Compartió el galardón con sus compañeros fotoperiodistas de Reuters Adnan Abidi, Amit Dave y Danish Siddiqui. La mención de su premio indicaba que se había concedido por el trabajo de documentación del impacto de la pandemia por la Covid-19 en la India.
En julio de 2022, se prohibió a Mattoo viajar fuera de India. Las autoridades de inmigración se lo impidieron en el aeropuerto de Delhi.
El 18 de octubre de 2022, las autoridades de inmigración del aeropuerto de Delhi impidieron de nuevo a Mattoo viajar a Estados Unidos. Esta vez se dirigía a Nueva York para recibir el Premio Pulitzer. Las autoridades indias no dieron ninguna razón para la prohibición.
El 21 de octubre de 2022, Estados Unidos manifestó su compromiso con la libertad de prensa siguiendo de cerca el caso de Sanna Irshad Mattoo, ganador del Premio Pulitzer. En el Capitolio, en Washington D. C., el caso también causó impresión. El presidente del Comité de Inteligencia de la Cámara de Representantes, el congresista estadounidense Adam Schiff, expresó su «inquietante» reacción al enterarse de que Mattoo no había podido volar para aceptar el Premio Pulitzer y que debían cesar los «esfuerzos por acosar y silenciar a los medios de comunicación».